# إيليزا إيملي تشابيل بورتر

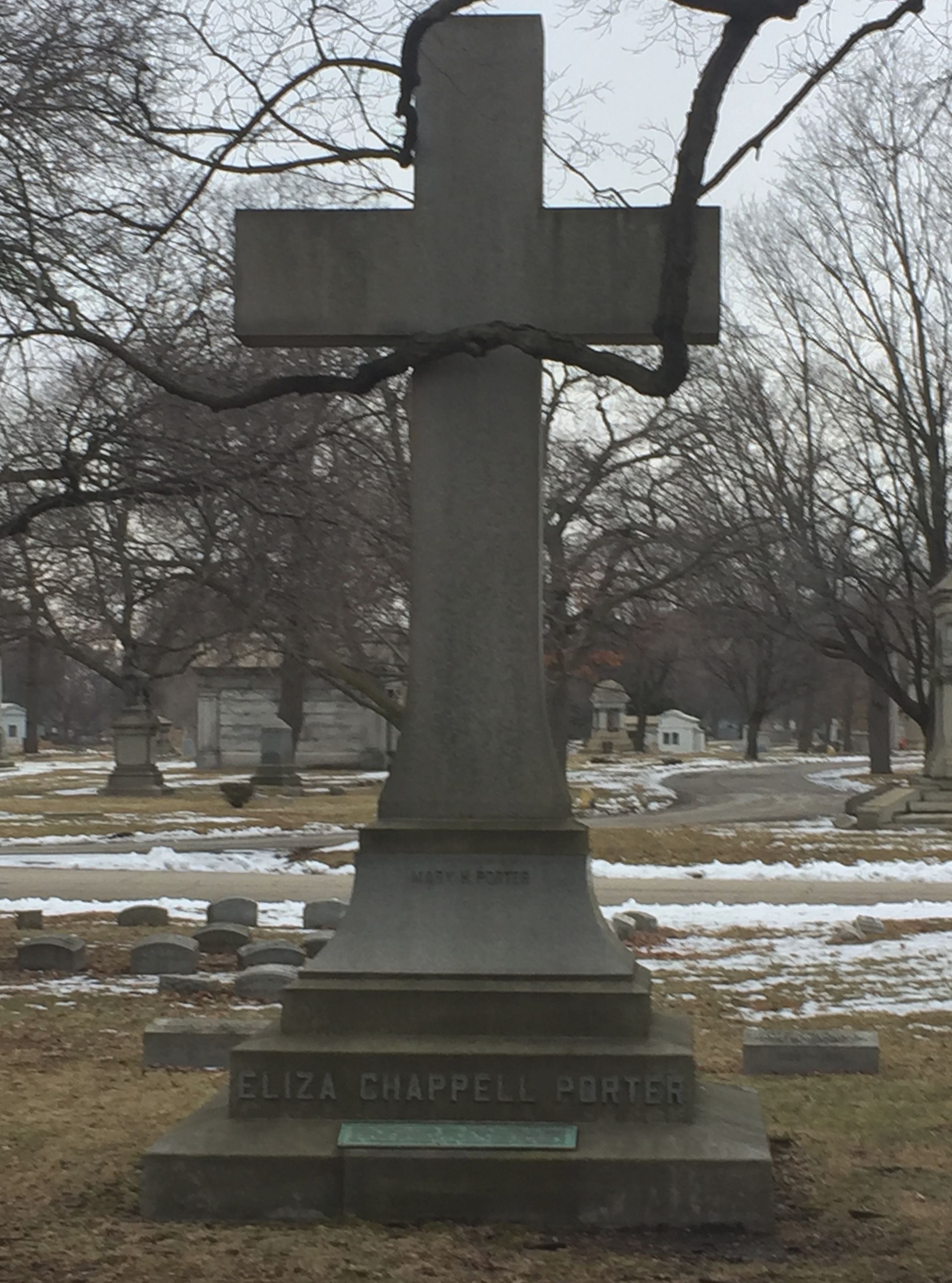
قبر إليزا إميلي تشابيل بورتر في مقبرة روزهيل، شيكاغو

إيليزا إيملي تشابيل بورتر (بالإنجليزية: Eliza Emily Chappell Porter)‏ هي مُدرسة أمريكية، ولدت في 5 نوفمبر 1807 في جينيسيو في الولايات المتحدة، وتوفيت في 1888 في سانتا باربارا في الولايات المتحدة.

## وصلات خارجية
- إيليزا إيملي تشابيل بورتر على موقع الموسوعة البريطانية (الإنجليزية)